# Gherghița
Gherghița község és falu Prahova megyében, Munténiában, Romániában.  A hozzá tartozó települések: Independența, Malamuc és Ungureni.

## Fekvése
A megye déli részén található, a megyeszékhelytől, Ploieștitől, harminckét kilométerre délre, a Prahova és a Teleajen folyók mentén.

## Történelem
Első írásos említése 1453-ból való, II. Vladislav havasalföldi fejedelem idejéből.
A középkorban, hasonló néven egy város volt a mai falu helyén, a Teleajen és a Prahova folyók találkozásánál. 1602-ben Radu Șerban egy fából és földből készült erődítményt építtetett, melyet rövid időn belül, 1610 körül a tatárok leromboltak. A régi város a 18. század második felében hanyatlásnak indult, olyannyira hogy a következő század elején már csak mint falu tesznek róla említést.
A 19. században Prahova megye, Câmpul járásának a része volt, a hozzá tartozó települések: Belciug, Independența és Ungureni voltak, összesen 2128 lakossal. A községben ekkor már állt négy templom, Gherghița-n kettő, melyek közül az egyiket VI. Basarab havasalföldi fejedelem építette 1641-ben, a másik építését egy Preda nevű kapitány finanszírozta, további egy Belciugul faluan, melyet a 19. század elején szenteltek fel valamint egy Ungureni településen, melyet pedig a 18. század végén építettek.
A 19. század végén Prahova megye Drăgănești járásához csatolták. A 20. század elején Belciug falu Cornurile község része lett. 
1950-ben Gherghița a Prahovai régió Urlați rajonjához tartozott, 1952-től pedig a Ploiești régió Mizil-i rajonjának lett a része. 
1968-ban ismét létrehozták Prahova megyét, ekkor került Malamuc falu Gherghița közigazgatási irányítása alá, akárcsak a megszüntetett Ciumați község falvai is: Ciumați (a jelenlegi Olari), Olarii Vechi és Fânari. Az utóbbiakból 2004-ben hozták létre Olari községet

## Lakossága
| Nemzetiségek | 2002 (*) | 2002 (*) |
| ------------ | -------- | -------- |
| Románok      | 4029     | 99,95%   |
| Lipovánok    | 1        | 0,02%    |
| Olaszok      | 1        | 0,02%    |
| Összesen     | 4031     | 100,0%   |

* Olari, Olarii Vechi és Fânari falvakkal együtt.

## Külső hivatkozások
- Adatok a településről
- asociatiaturismprahova.ro Archiválva 2016. március 4-i dátummal a Wayback Machine-ben
- 2002-es népszámlálási adatok
- Marele Dicționar Geografic al României